# Thiazine

1,2-Thiazin-Isomere:
2H-1,2-Thiazin, 4H-1,2-Thiazin, 6H-1,2-Thiazin

1,3-Thiazin-Isomere:
2H-1,3-Thiazin, 4H-1,3-Thiazin, 6H-1,3-Thiazin

1,4-Thiazin-Isomere:
4H-1,4-Thiazin, 2H-1,4-Thiazin

Thiazine sind heterocyclische organische Verbindungen mit einem Ring aus vier Kohlenstoff-, einem Stickstoff- und einem Schwefel-Atom. Durch die unterschiedliche Anordnung  der beiden Heteroatome und der Doppelbindungen ergeben sich insgesamt 8 Isomere. Die meisten Derivate leiten sich vom 1,4-Thiazin ab, es sind aber auch Derivate des 1,2-Thiazin und 1,3-Thiazin bekannt. 
Thiazin-Derivate werden bei Farbstoffen, Beruhigungsmitteln und Insektiziden verwendet, wobei die vom 1,4-Thiazin abstammenden Phenothiazine (z. B. Methylenblau als Vertreter der Thiazinfarbstoffe) die häufigsten Derivate darstellen. Wichtige Vertreter der 1,3-Thiazin-Derivate sind zum Beispiel die Cephalosporine, die als Antibiotika zum Einsatz kommen, und das Xylazin. 1,2-Thiazin-Derivate (z. B. partiell hydrierte) erhält man durch [4+2]-Cycloaddition.
Die einfachste Thiazinverbindung ist das 1,4-Thiazin C4H5NS selbst. Im Unterschied dazu enthält die Verbindung Thiomorpholin C4H9NS keine Doppelbindungen im Ring.

## Externe Links zu erwähnten Verbindungen
1. ↑  Externe Identifikatoren von bzw. Datenbank-Links zu Thiomorpholin:  CAS-Nr.: 123-90-0, EG-Nr.: 204-660-2, ECHA-InfoCard: 100.004.238, PubChem: 67164, ChemSpider: 60509, Wikidata: Q1082882.